# 下贝格
下贝格是奥地利萨尔茨堡州隆高县的一个市镇。总面积18.94平方公里，总人口1008人，人口密度53.2人/平方公里（2012年）。